# St. Ägidius (Schabringen)

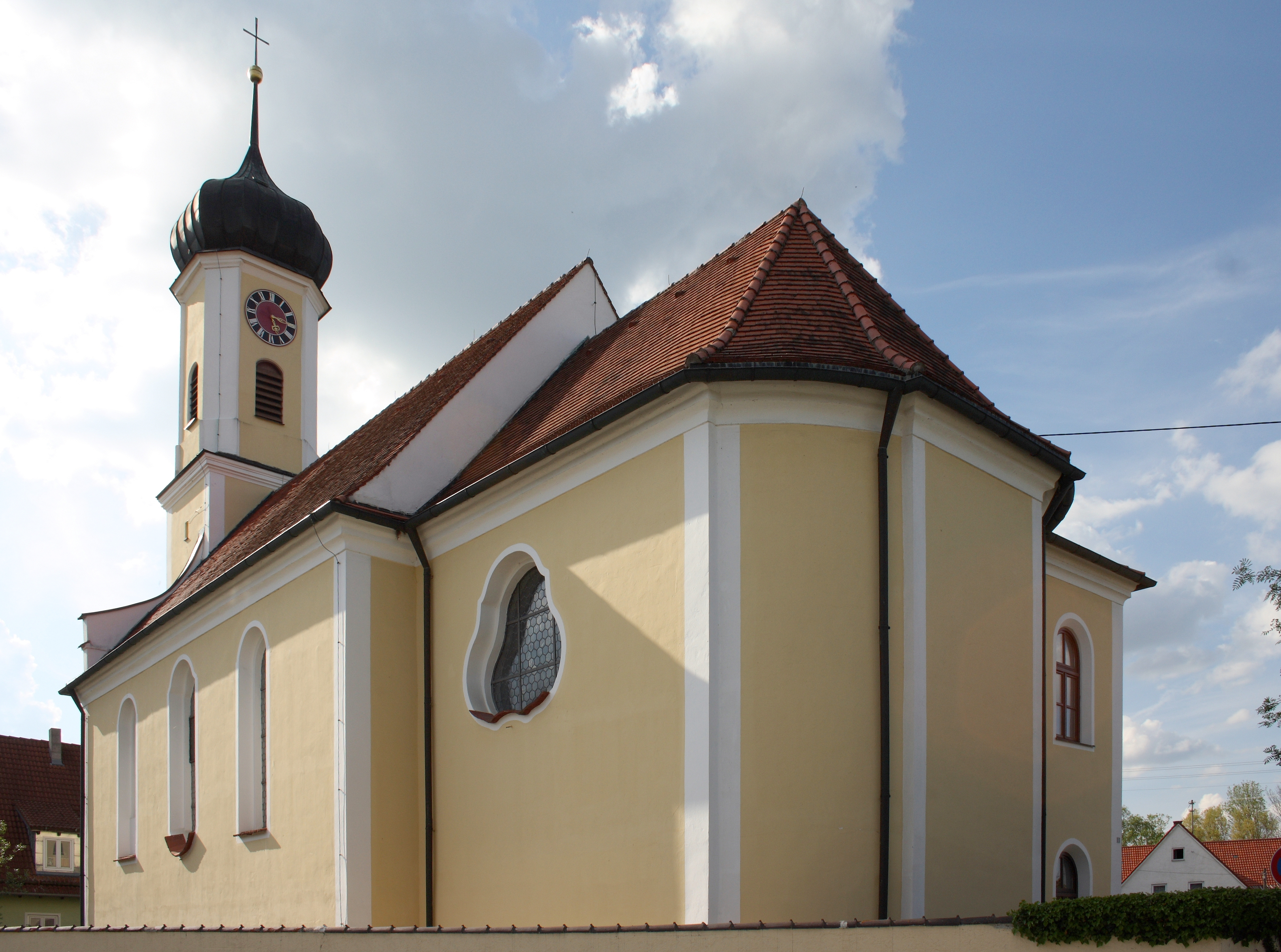
Pfarrkirche St. Ägidius in Schabringen

Die katholische Pfarrkirche St. Ägidius in Schabringen, einem Ortsteil der  Gemeinde Wittislingen im Landkreis Dillingen an der Donau im bayerischen Regierungsbezirk Schwaben, wurde in der zweiten Hälfte des 18. Jahrhunderts errichtet. Die dem heiligen Ägidius geweihte Kirche birgt eine einheitliche Ausstattung im Stil des späten Rokokos im Übergang zum Klassizismus.

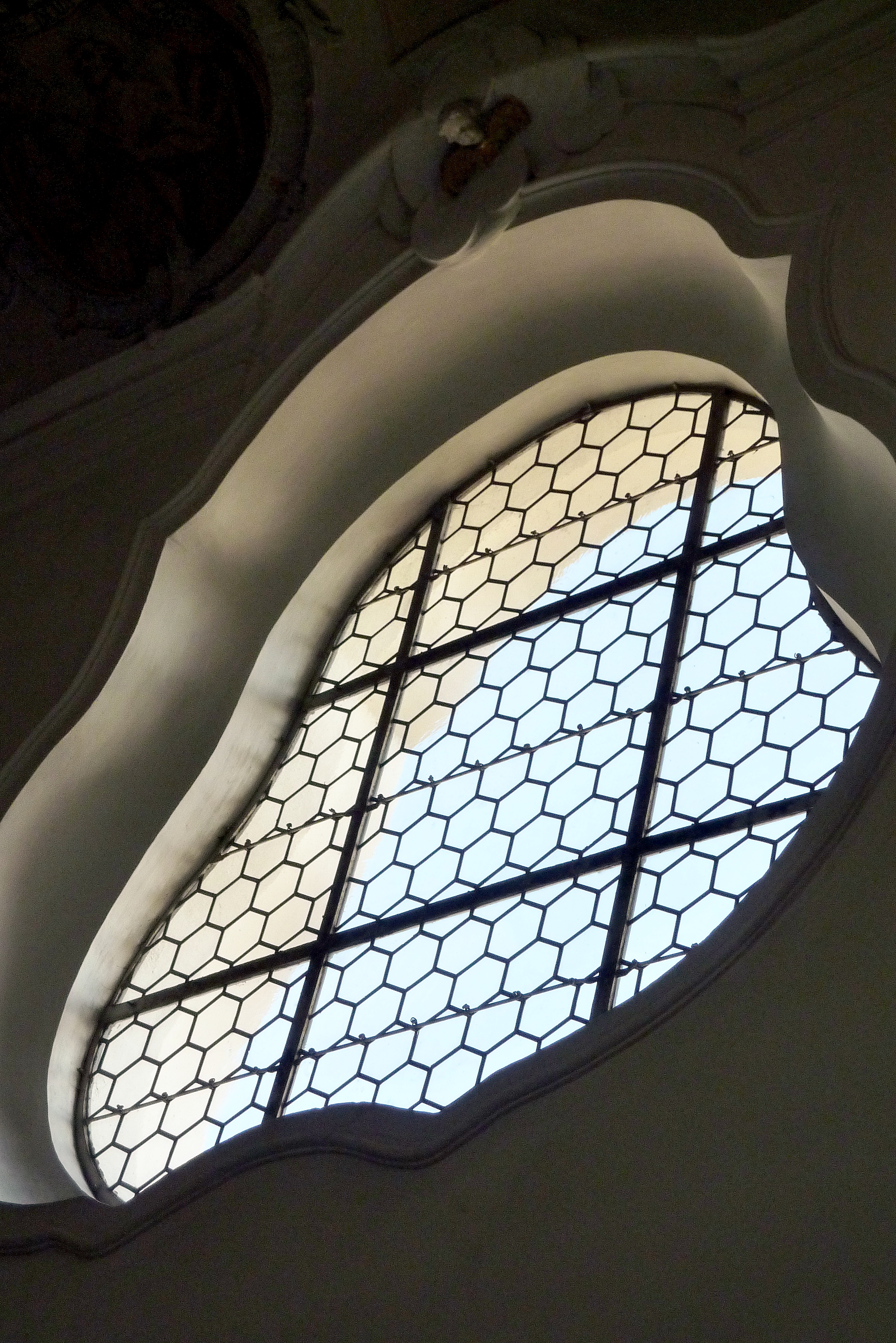
Bassgeigenfenster im Chor

## Geschichte
Die Kirche wurde 1327 erstmals urkundlich erwähnt. Ursprünglich gehörte Schabringen zur Pfarrei Wittislingen. 1531 wurde Schabringen vorübergehend eine eigenständige Pfarrei, bis der Ort 1542 protestantisch wurde. Nach der Rekatholisierung 1615 gehörte Schabringen zunächst zur Pfarrei von Bergheim. 1856 erhielt Schabringen die Genehmigung zur Errichtung einer Pfarrkuratie.
1777/78 wurde die heutige Kirche nach den Plänen des Baumeisters Johann Georg Hitzelberger errichtet.

## Architektur

### Außenbau
Am Westgiebel erhebt sich der quadratische Turm mit sechs Stockwerken. Die unteren Etagen sind von kleinen rechteckigen Öffnungen durchbrochen. Der in seinen Kanten abgeschrägte, eingeschossige Aufbau besitzt korbbogige Klangarkaden und ist mit einer Zwiebelhaube gedeckt. Unter dem Turm befindet sich der Eingang zur Kirche.
Im nördlichen Chorwinkel ist eine zweigeschossige Sakristei angebaut, von der ein überdachter Zugang zu einem runden Treppentürmchen, dem Kanzelaufgang, führt.

### Innenraum
Das einschiffige Langhaus ist in drei Achsen gegliedert und wie der leicht eingezogene, korbbogig geschlossene Chor mit einer Flachdecke gedeckt. Die Wände gliedern große Rundbogenfenster. Der Chor wird durch ein Bassgeigenfenster beleuchtet. Die Ecken des Langhauses sind im Osten zu Halbkreisnischen abgerundet. Den westlichen Abschluss bildet eine schlichte Empore mit gerader Brüstung.

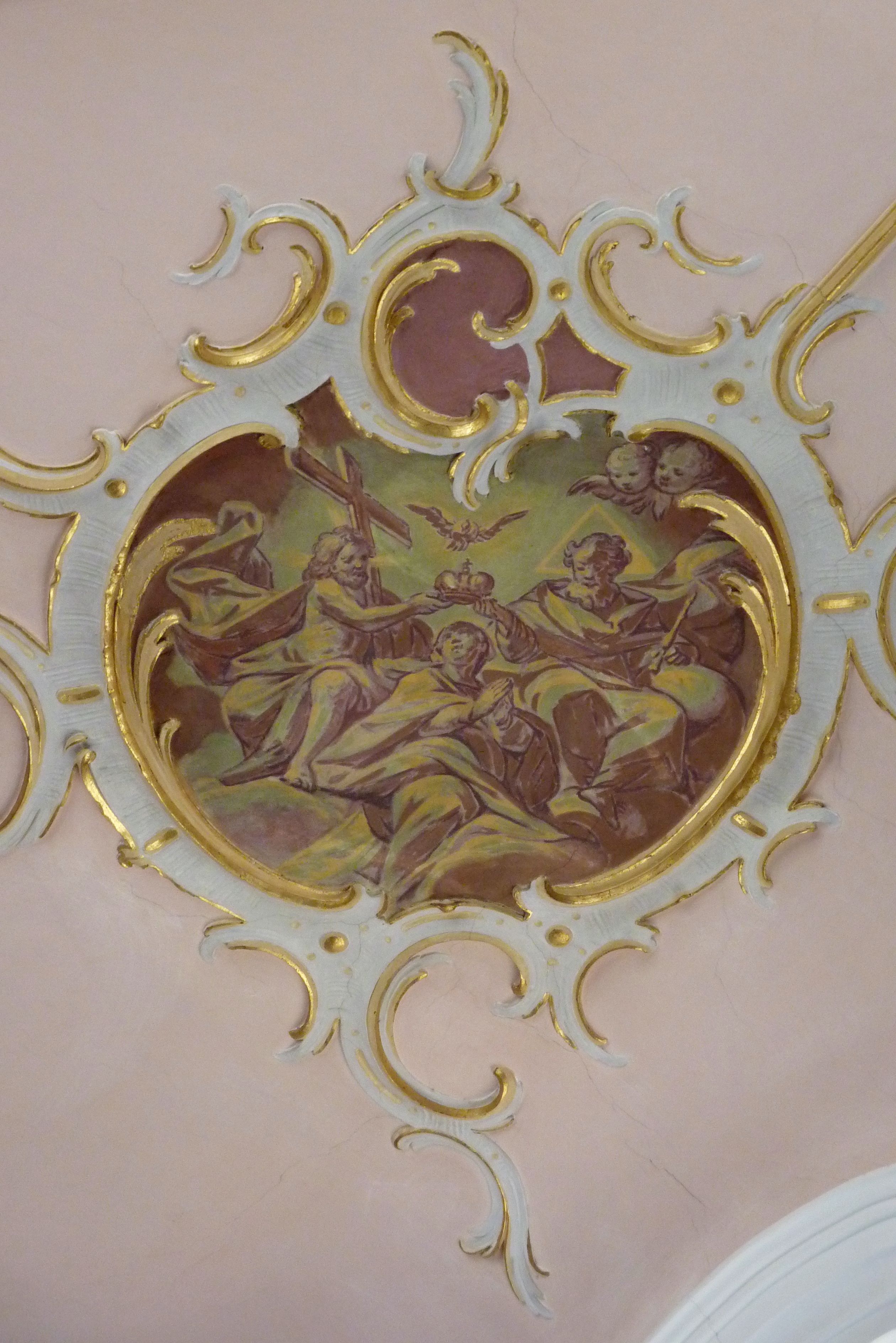
Grisaille, Krönung Mariens

## Stuck
Die Decke ist mit feinem Stuckdekor verziert. Muschelwerkkartuschen und Blütenranken umrahmen die Grisaillen. Über dem Chorbogen ist in einer Stuckkartusche die Inschrift angebracht GLORIAE SALVATORIS DEI ATQVE BEATI AEGIDII LAVDIBVS SACRA (geweiht dem Ruhme des Heilands und zur Ehre des seligen Ägidius), in der ein Chronogramm enthalten ist. Die farblich besonders gekennzeichneten Buchstaben LILVIDIVIIDIILVDIVC ergeben die Jahreszahl 1778, das Erbauungsjahr der Kirche.

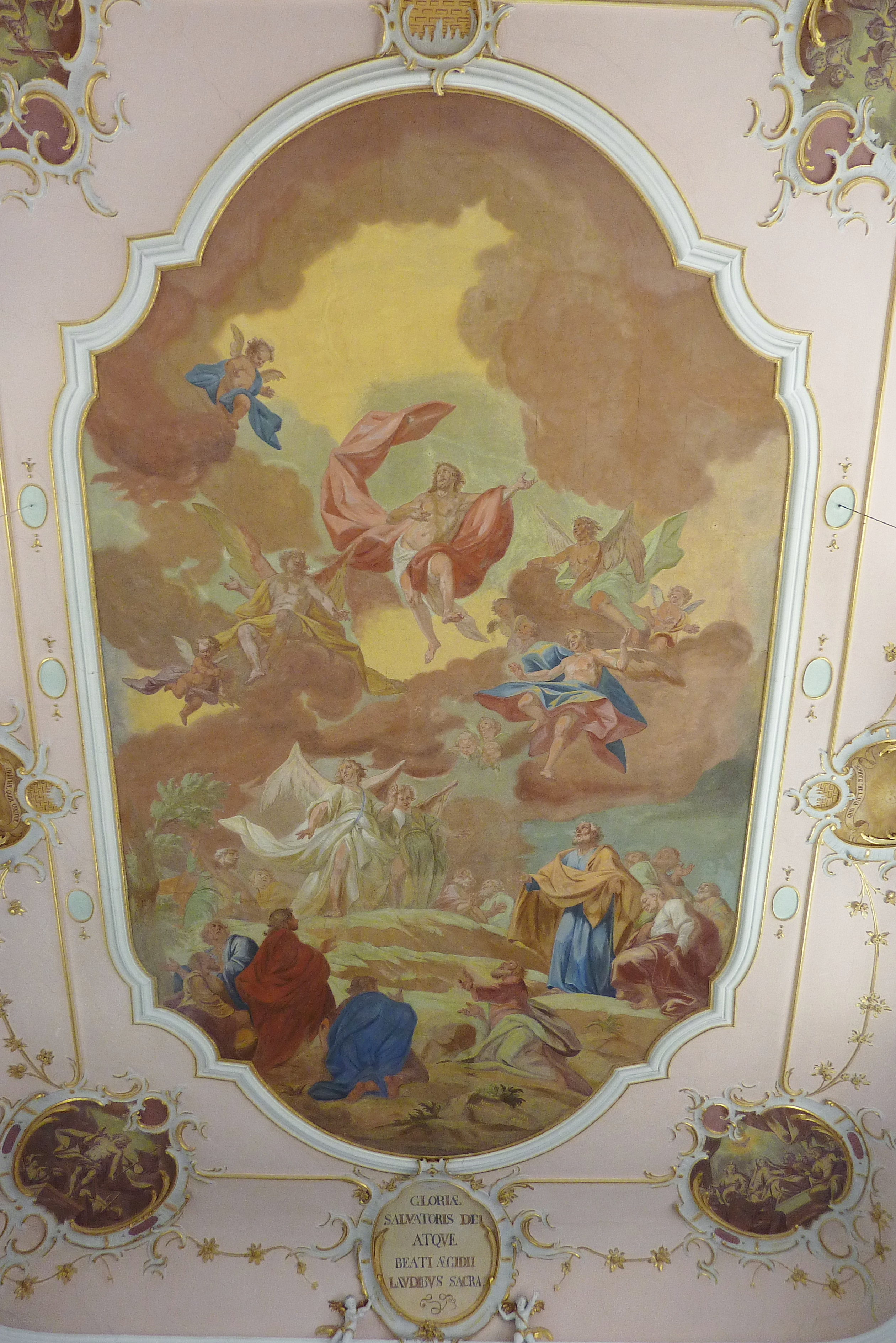
Langhausfresko mit der Darstellung der Himmelfahrt Christi

## Deckenbilder
Die Deckenbilder wurden 1778 von Joseph Hartmann aus Illereichen ausgeführt. Das Chorfresko stellt die Geburt Christi dargestellt. Auf den Grisaillen der Kehle sind der Prophet Jesaja, Johannes der Evangelist, König David und Abraham dargestellt. Sie sind mit lateinischen Inschriften versehen, die die abgebildeten Personen kennzeichnen.
Das Fresko des Langhauses trägt die Signatur JOSEPHUS HARTMANN INVENIT ET PINXIT AO 1778 (Joseph Hartmann entwarf und malte es im Jahr 1778). Die Grisaillen der Kehle sind der Auferstehung Christi, der Pfingstszene, Mariä Himmelfahrt und der Krönung Mariens gewidmet. Zwei Szenen mit den Darstellungen der auf- und untergehenden Sonne sind ebenfalls mit lateinischen Inschriften versehen. Die Decke über der Orgelempore ist mit einem Gemälde musizierender Engel ausgeschmückt.

## Ausstattung

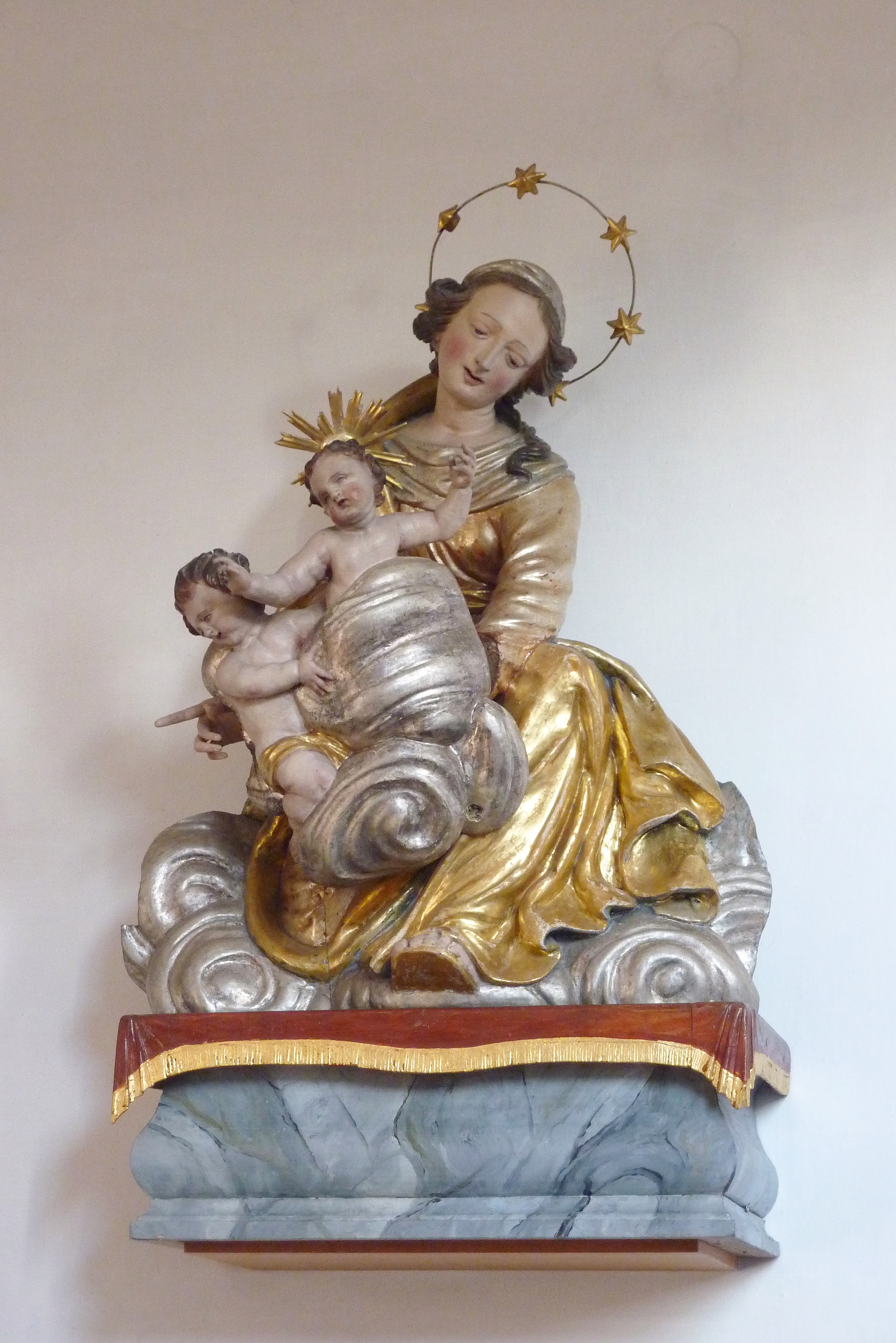
Muttergottes mit Jesuskind, 2. Hälfte 18. Jahrhundert

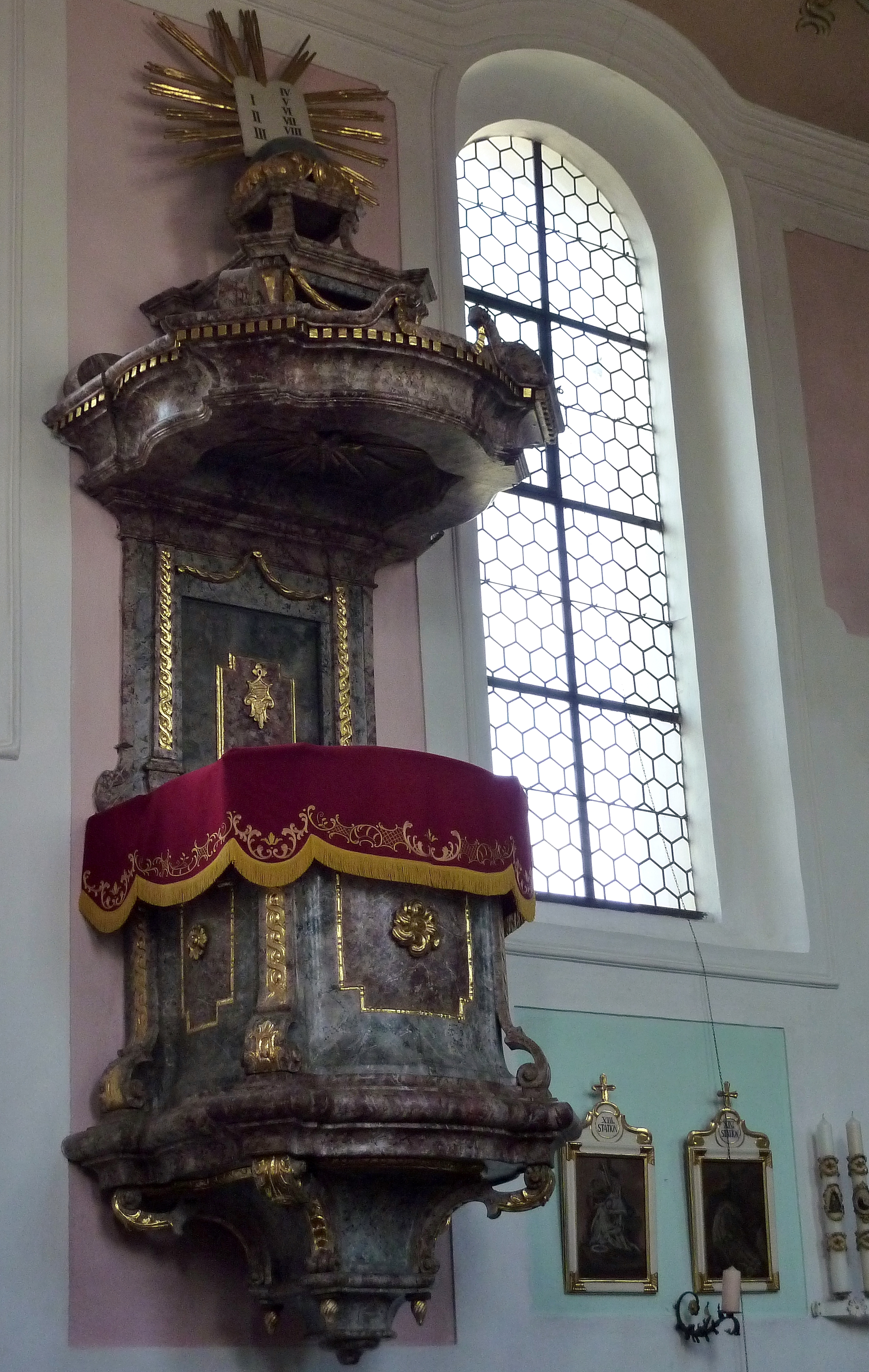
Kanzel

- Die Bildtafeln mit den Kreuzwegstationen werden um 1750 datiert.
- Die Holzskulptur an der Orgelempore stellt den hl. Ägidius dar (um 1780). Im Gehäuse des Sockels ist der Heilige mit seinem Attribut, einem Reh, dargestellt.
- Auch das Altarblatt des Hochaltares ist dem Schutzpatron der Kirche gewidmet und stellt die Vision des hl. Ägidius dar.
- Die Bilder der Seitenältare wurden von Konrad Huber (1752–1830) ausgeführt. Sie haben die Flucht nach Ägypten (nördlich, signiert Conrad Huber pinx 1784) und die Anbetung der Heiligen Drei Könige (südlich) zum Thema.
- Die Chorstühle, die Stuhlwangen der Kirchenbänke sowie die Kommunionbank sind mit Muschelwerkschnitzereien und Blütenranken verziert (2.  Hälfte des 18. Jahrhunderts).
- Die Kanzel (um 1780) krönt ein Schalldeckel mit einer Weltkugel und den Gesetzestafeln im Strahlenkranz.
- Aus der zweiten Hälfte des 18. Jahrhunderts stammt auch die Holzskulptur einer unter einem Kruzifix sitzenden Muttergottes mit dem Jesuskind im Arm, das in eine Wolkenwindel gewickelt ist. Das Kind, das die Windel umfasst, wird als Johannesknabe gedeutet.
- Das Taufbecken stammt aus der Zeit um 1800.